# Free Lossless Audio Codec
FLAC (Free Lossless Audio Codec) je otevřený zvukový bezztrátový kodek. Používá lineární predikci pro konverzi zvukových vzorků do série malých čísel (tzv. reziduálů), která jsou efektivně uložena pomocí Golomb-Riceova kódování. Používá také RLE, které se ale reálně uplatní pouze u 8bitového rozlišení. U 8 bitů je totiž poměrně dost velká pravděpodobnost, že v homogenních částech splynou minimální odchylky v nízkém 8bitovém rozlišení, a tudíž mnoho sousedních hodnot bude stejných. U 16 bitů je RLE již téměř nepoužitelné. FLAC dosahuje o něco horšího kompresního poměru než jiné zvukové kodeky, jako jsou WavPack nebo TAK, zato jeho dekódování je výpočetně méně náročné, umožňuje streamování a je šířeji podporován. Verze 1.1.4 dosahuje výrazně lepší komprese než verze jako 1.1.2 a starší.

## Srovnání se ztrátovými formáty
Ztrátové formáty fungují tak, že je část informace vypuštěna. Jedná se o tu část dat, která je nejméně důležitá pro poslech a kterou běžný posluchač v nahrávce neslyší. Kdežto u formátu FLAC se žádná informace nevypouští. Princip jeho fungování se dá přirovnat k univerzálním komprimačním programům typu RAR nebo Zip, které se používají ke kompresi jakýchkoli dat; stupeň komprese zvukových dat bývá nižší a komprese a dekomprese jsou pomalejší než u FLACu, jehož kompresní algoritmus je uzpůsoben k ukládání zvukových dat.
Použijeme-li ztrátový formát (např. MP3), velikost výsledného souboru je rovna přibližně 10–16 % původního souboru (při běžně používaných nastaveních). U FLACu to bývá kolem 60 %.

## Užití

### Archivace
Protože FLAC umožňuje bezztrátové uložení zvukové informace, nachází uplatnění především v archivaci zvukových záznamů, neboť při něm nedojde k degradaci kvality. Lze si takto vytvořit zálohu CD audio, takže při opotřebení nebo zničení CD lze ze zálohy vytvořit přesnou kopii disku. Během zálohy CD lze ripovacím programem vygenerovat CUE soubor popisující přesné rozložení stop na disku a další informace (CD Text), takže kopie vypálená ze zálohy je binárně identická s původním CD. Přesné obnovení dat ze zálohy CD uložené v některém ze ztrátových formátů by bylo nemožné.

### Editace ve zvukových editorech
Provádíme-li na zvukovém záznamu několikeré úpravy s průběžným ukládáním, případně soubor upravujeme ve více zvukových programech, můžeme s výhodou použít FLAC jako pracovní formát, poněvadž při jeho ukládání nedochází k postupné degradaci kvality a zároveň šetříme místo na pevném disku. Kdybychom prováděli různé úpravy např. na MP3 souboru, při každém jeho uložení by došlo k ztrátě informací a kvality.
Proto je také vhodné uložit záznam do bezztrátového formátu, provést na něm požadované operace a poté jej teprve uložit do požadovaného výstupního formátu. Tak se předejde ztrátám kvality způsobeným „přeukládáním“ ve ztrátovém formátu.

### Internetová distribuce hudby a zvuku
Někteří online prodejci hudby ke stažení začínají nabízet i verze hudebních nahrávek ve formátu FLAC, což zákazníkovi zaručí, že zakoupenou nahrávku má v CD kvalitě. Často však prodejci požadují za verzi nahrávky ve FLACu vyšší cenu než za stejnou nahrávku v MP3 aj.. Stažení nahrávky ve FLACu také trvá déle oproti verzi v MP3.
S podobným jevem se lze setkat i v případě nahrávek volně šířených na torrentových sítích a na úložných serverech. Uploadeři distribuují často nelegální kopie hudebních alb ve skutečné CD kvalitě uložené ve FLACu, což přináší další kvalitativní posun na poli ilegálního šíření hudby. Protože však FLAC umožňuje uložit nahrávku i ve vyšší kvalitě než CD, lze na torrentech narazit i na přesné kopie nahrávek v rozlišení 96–192 kHz/24 bitů extrahované z originálních alb vydaných na nosičích DVD-Audio, případně SACD. Zvláštní skupinu tvoří nahrávky ve FLACu o vysokém rozlišení pořízené audiofily z gramofonové desky přehrávané na kvalitním gramofonu a poté šířené po těchto sítích.

### V oblasti streamovaných médií
Zvukový formát FLAC umožňuje krom uložení do datového souboru také síťové online streamování. Většina internetových rozhlasových stanic v současné době používá kvůli úspoře kapacity datových linek některou ze ztrátových kompresí zvuku (MP3, WMA, AAC).
Díky zvyšování rychlosti datových linek je obecným trendem zvyšování datového toku, a tím i zkvalitňování streamovaných médií. Použití bezztrátového kodeku ke streamování může být přínosem pro mnohé hudební žánry. Zatím však takových rozhlasových stanic není mnoho.
Český rozhlas, respektive provozovatel jeho online vysílání CESNET již před několika lety jako jeden z průkopníků bezztrátového online vysílání spustil vysílání stanice Český rozhlas D-dur ve formátu FLAC. Ovšem došlo i na spekulace, zda se nejedná o ztrátově komprimovaný výstup z vysílací trasy, který byl následně dekomprimován a komprimován kodekem FLAC. V takovém případě by kvalita zvuku byla omezena ztrátovým transportním kodekem vysílací trasy a nedosahovala by kvality CD.

## Internetové rozhlasové stanice vysílající ve formátu FLAC
- Český rozhlas D-dur (česky): https://web.archive.org/web/20120119175037/http://radio.cesnet.cz:8000/cro-d-dur.flac
- Absolute radio (anglicky): http://icecast.as34763.net/vcflac.ogg Archivováno 7. 1. 2012 na Wayback Machine.

## Softwarové přehrávače podporující FLAC
- JetAudio
- AIMP
- VLC media player
- foobar2000
- Winamp
- Mpxplay (audiopřehrávač pro MS-DOS i Windows)
- Pro DirectShow přehrávače (např. Windows Media Player) je třeba do systému nainstalovat splitter a kodek, např. CoreFLAC nebo ffdshow
- KMPlayer
- BSplayer
- Potplayer
- MPC - HC